# Lijst van rijksmonumenten in Diermen
De buurtschap Diermen telt 20 inschrijvingen in het rijksmonumentenregister. Hieronder een overzicht.
| Object                         | Oorspronkelijke functie?  | Bouwjaar  | Architect | Locatie               | Coördinaten?                  | Nr.?   | Afbeelding                     |
| ------------------------------ | ------------------------- | --------- | --------- | --------------------- | ----------------------------- | ------ | ------------------------------ |
| Klein Oldenaller               | Boerderij                 |           |           | Oldenallerallee 5     | 52° 15' 1" NB, 5° 31' 18" OL  | 32227  | Meer afbeeldingen              |
| De Poort                       | Boerderij                 |           |           | Waterweg 1            | 52° 14' 54" NB, 5° 31' 58" OL | 32237  | Meer afbeeldingen              |
| Oldenaller: hekpijlers         | Erfscheiding              |           |           | 2 hekpijlers Waterweg | 52° 14' 58" NB, 5° 31' 39" OL | 32238  | Oldenaller: hekpijlers         |
| Kasteel Oldenaller             | Kasteel, buitenplaats     |           |           | Oldenallerallee 3     | 52° 14' 58" NB, 5° 31' 39" OL | 512006 | Kasteel Oldenaller             |
| Oldenaller: historische aanleg | Tuin, park en plantsoen   | 1850      |           | Oldenallerallee bij 3 | 52° 14' 58" NB, 5° 31' 39" OL | 512007 | Oldenaller: historische aanleg |
| Oldenaller: bouwhuis/oranjerie | Bijgebouwen kastelen enz. |           |           | Oldenallerallee bij 3 | 52° 14' 58" NB, 5° 31' 39" OL | 512008 | Oldenaller: bouwhuis/oranjerie |
| Oldenaller: (rechter) bouwhuis | Bijgebouwen kastelen enz. |           |           | Oldenallerallee bij 3 | 52° 14' 58" NB, 5° 31' 39" OL | 512009 | Oldenaller: (rechter) bouwhuis |
| Oldenaller: brug               | Tuin, park en plantsoen   |           |           | Oldenallerallee bij 3 | 52° 15' 0" NB, 5° 31' 27" OL  | 512010 | Oldenaller: brug               |
| Oldenaller: brug in het park   | Tuin, park en plantsoen   | 1900      |           | Oldenallerallee bij 3 | 52° 14' 58" NB, 5° 31' 39" OL | 512011 | Oldenaller: brug in het park   |
| Oldenaller: dienstwoning       | Bijgebouwen kastelen enz. |           |           | Oldenallerallee 1     | 52° 14' 58" NB, 5° 31' 39" OL | 512012 | Meer afbeeldingen              |
| Salentein: tuinmuur met schuur | Tuin, park en plantsoen   | 1831      |           | Bij Putterstraatweg 1 | 52° 14' 5" NB, 5° 29' 33" OL  | 514835 | Upload foto                    |
| Den Aller: boerderij           | Boerderij                 |           |           | Diermenseweg 3        | 52° 14' 41" NB, 5° 31' 22" OL | 523956 | Meer afbeeldingen              |
| Den Aller: bakhuis             | Boerderij                 | 1875-1900 |           | Diermenseweg 3        | 52° 14' 41" NB, 5° 31' 22" OL | 523957 | Den Aller: bakhuis             |
| Den Aller: schuur              | Boerderij                 | 1875-1900 |           | Diermenseweg 3        | 52° 14' 41" NB, 5° 31' 22" OL | 523958 | Meer afbeeldingen              |
| Den Aller: hooiberg            | Boerderij                 | 1875-1900 |           | Diermenseweg 3        | 52° 14' 41" NB, 5° 31' 22" OL | 523959 | Meer afbeeldingen              |
| Den Aller: hooiberg            | Boerderij                 | 1875-1900 |           | Diermenseweg 3        | 52° 14' 41" NB, 5° 31' 22" OL | 523960 | Meer afbeeldingen              |
| Den Aller: schaapskooi         | Boerderij                 | 1875-1900 |           | Diermenseweg 3        | 52° 14' 41" NB, 5° 31' 22" OL | 523961 | Meer afbeeldingen              |
| Oldenaller: duiventoren        | Tuin, park en plantsoen   | 19e eeuw  |           | Oldenallerallee bij 3 |                               | 529149 | Meer afbeeldingen              |
| Groenewoud: boerderij          | Boerderij                 | 1853      |           | Hardenbergerweg 2     | 52° 14' 12" NB, 5° 29' 44" OL | 527110 | Meer afbeeldingen              |
| Groenewoud: bakhuisje          | Bijgebouwen kastelen enz. |           |           | Hardenbergerweg bij 2 |                               | 529203 | Upload foto                    |